# 코라 켄고
코라 켄고(일본어: 高良 健吾, 1987년 11월 12일 ~ )는 일본의 남자 배우이다. 구마모토현 구마모토시 출신으로, 소속사는 텐캐럿·아프레 사업부이다. 신체 176 cm, 혈액형 O형.

## 약력
- 아버지가 여행사에 근무하며, 자주 전근을 하였기 때문에, 규슈 내에서 이사를 반복해야 하였다. 그 이유로 어린 시절 반항하거나 약간 히키코모리(은둔형 외톨이)였다고 한다.[3] 구마모토현의 사립 큐슈학원 고등학교 졸업.[2]
- 고등학생 때 쿠마모토의 타운 정보지 《구마모토》에 스카우트 되어 일반 직원 겸 모델의 일원으로서 편집 부에 들어가게 되었다. 당시부터 배우 일에 관심이 있었는데, 그 사실을 아는 잡지의 부편집장이 도쿄도의 연예 기획사의 사장(대표)에 소개를 하여, 고등학교 졸업과 동시에 도쿄에 상경해 연예계에 데뷔하게 되었다.[4][5]
- 2005년 드라마 《고쿠센 2》으로 배우로 데뷔하였고, 2006년에 개봉한 《가시고기의 여름》로 영화 첫 데뷔하였다. 이후 영화 출연이 많은 계속하고 있지만, 드라마 출연이 적은 것에는 "연속 드라마 촬영의 3개월간 일정을 비우는 것이 어렵 기 때문으로, 드라마를 싫어해서는 아니다 "라고 말했다.[6]
- 2011년 연극 《시계 태엽의 오렌지》로 무대에 첫 도전하였다.[7]
- 2013년에는 주연 영화 《요노스케 이야기》로 제56회 블루리본상 남우주연상을 수상했다.[8]

## 인물
- 2008년에 개봉한 영화 《뱀에게 피어싱》으로 전신 문신과 얼굴에 15개의 피어싱 을 한 청년 역할을 연기해, 촬영으로 특수 분장을 하였다.[9]
- 오쿠다 타미오, 동경사변, 시이나 링고, 긴난 보이즈, 헤드윅, 가키 레인저, 히사이시 조, 너바나(Nirvana),  야코젠, 삼보 마스터, 쿠루리, 엘리펀트 카시마시, CHARA 같은 아티스트의 음악을 즐겨 듣는다고 공식 블로그에 언급했다.[10]。
- 고향의 구마모토현의 "두근 두근 친선 대사"를 맡고있다.[11]

## 출연 작품
역할 이름의 굵은 글씨는 주연임.

### 영화
- 《가시고기의 여름》 (2006년, 아오이프로) - 스기모토 쇼 역
- 《지하철을 타고》 (2006년, 가가 커뮤니케이션 / 쇼치쿠 )
- 《이누가미가의 일족》 (2006년, 토호) - 이누가미 사헤에 (청년 시절) 역
- 《인어 공주와 왕자》 (2007년, 바이오 타이드) - 메이사 역
- 《새드 배케이션》 (2007년, 스타일 잼) - 마미야 유스케 역
- 《M》 (2007년, 해피 넷트) - 마사키 미노루 역
- 《달려!(원제: 逃亡くそたわけ)》 (2007년, 시네하우스) - 타케시 역
- 《백팔~108》 (2008년, 팬텀 필름) - 사사키 쥰페이 역
- 《뱀에게 피어싱》 (2008년, 가가 커뮤니케이션즈) - 아마 역
- 《젠 ZEN》 (2009년, 카도카와 영화) - 토시 료 역
- 《피쉬 스토리》 (2009년, 쇼 게이트) - 고로 역
- 《하게타카》 (2009년, 토호) - 모리야마 쇼 역
- 《게 어선》 (2009년, IMJ 엔터테인먼트) - 네모토 역
- 《우리는 걷는다, 그것 뿐이다》 (2009년, 아루친보루도)
- 《남극의 쉐프》 (2009년, 도쿄 씨어터) - 형님 역
- 《BANDAGE 밴디지》 (2010년, 토호) - 유키야 역
- 《소라닌》 (2010년, 아스믹 에이스) - 타네다 시게오 역
- 《박스!》 (2010년, 토호) - 키타루 유키 역
- 《켄타와 쥰과 카요짱의 나라》 (2010년, 리틀 모어) - 쥰 역
- 《오빠의 불꽃》 (2010년, 고시네마) - 스도우 타로 역
- 《번개나무》  (2010년, 토호) - 토모조 역
- 《상실의 시대》 (2010년, 토호) - 키즈키 역
- 《백야행》 (2011년, 가가 커뮤니케이션즈) - 키리하라 료지 역
- 《마호로 역 다다 심부름집》 (2011년, 아스믹 에이스) - 호시 료이치 역
- 《경멸》(2011년, 카도카와 영화) - 니노미야 가즈 히코 역
- 《딱따구리와 비》 (2012년, 카도카와 영화) - 키시 코이치 역
- 《시그널 월요일의 루카》 (2012년, 쇼게이트) - 우루시다 레이지 역
- 《고역 열차》 (2012년, 토에이) - 쿠사카베 쇼지 역
- 《노란 코끼리》 (2013년, 쇼게이트) - 코모 (목소리) 역
- 《요노스케 이야기》 (2013년, 쇼게이트) - 요코미치 요노스케 역
- 《천년의 유락》 (2013년, 와카 마츠 프로덕션 / 스콜) - 나카모토 한조 역
- 《현청 대접과》 (2013년, 토호) - 요시카도 코스케 역
- 《깨끗하고 연약한》 (2013년, 토호) - 하루타 카즈에 역
- 《룸메이트》 (2013년 11월 9일, 토에이) - 쿠도 켄스케 역
- 《지, 익스트림, 스키야키》 (2013년, 수르키토스) - 멋진 남자 역
- 《사무라이의 식단》 (2013년, 쇼치쿠) - 후나키 야스노부 역
- 《내 남자》 (2014년, 닛카츠) - 오자키 하루오 역
- 《마호로역 전광소곡》(2014년, 도쿄 씨어터 / 리틀 모어) - 호시 료이치 역
- 《애도하는 사람》 (2015년, 토에이) - 사카츠기 시즈토 역
- 《너는 착한 아이》 (2015년, 아크 엔터테인먼트) - 오카노 마사 역
- 《달과 천둥》 (2015년) - 사토시 역
- 《만비키 가족》 (2018년) - 미야베 노조미 역
- 《도쿄 리벤저스 2 피의 할로윈편 운명》 (2023년)

### 텔레비전 드라마
- 《고쿠센 2》 (2005년 NTV) - 후나키 켄고 역
- 《WATER BOYS 2005 여름》 (2005년, 후지 TV) - 카이토 역
- 《브로콜리》 (2007년, 후지 TV) - 스즈키 히로토 역
- 《형사의 현장》 제1화 (2008년, NHK) - 스기하라 히로키 역
- 《오메가도 정진 여행》 (2008년, MUSIC ON! TV) - 다이스케 역
- 《시라스 지로》 (2009년, NHK) - 시라스 지로 (소년 시절) 역
- 《여자는 두번 플레이 한다 "자기 파산의 여자"》(2010년, BeeTV) - 안도 역
- 《마크스의 산》 (2010년, WOWOW) - 미즈사와 히로유키 역
- 《비트》 (2011년, WOWOW) - 시마자키 신지 역
- 연속 TV 소설 《해님》 (2011년, NHK) - 마루야마 카즈나리 역
- 《대지의 팡파르》 (2012년, NHK 삿포로 / NHK 오비히로) - 키타무라 슌페이 역
- 《죄와 벌 A Falsified Romance》 (2012년, WOWOW) - 사이 미로쿠 역
- 《아버지가 준 비밀~ 시모아라이 5형제의 귀향~》 (2012년, TV 도쿄) - 시모아라이 켄지 역
- 《서점원 미치루의 신상 이야기》 (2013년, NHK) - 타케 테루오 역
- 《마호로역전 번외지》 제9화~제10화 (2013년, TV 도쿄) - 호시 료이치 역
- 《라스트 디너 '히어로'》 (2013년, NHK BS 프리미엄) - 남자 A 역
- 《하드 넛트!~ 수학 girl의 사랑하는 사건부~》 (2013년, NHK BS 프리미엄) - 한다 타츠히코 역
- 《헤세이 원숭이와 게의 전쟁》 (2014년 방송 예정, WOWOW) - 하마모토 쥰페이 역
- 《꽃 타오르다》 (2015년, NHK) - 다카스기 신사쿠 역
- 《벳피상》(2016, [일본방송협회 [NHK]]) ) - 노가미 키요시 역
- 《정령의 수호자》(2016, [일본방송협회 [NHK]]) ) - 라우루 왕자 역
- 《바이바이블랙버드》(2018, WOWOW) ) - 호시노 카즈히코 역

- 《만원 (満願)》(2018년 방송 예정, NHK) -

## 그외 출연

### 다큐멘터리
- 하이 비젼 특집 《앞서 넘은 세기의 다테 남자 카토 카즈히코》 (2011년 10월 15일, NHK BS 프리미엄) - 내비게이터

### 무대(연극)
- 《시계 태엽의 오렌지》 (2011년 1월 2일 ~ 2월 27일, 도쿄 외) - 조시 역 외

### 성우·내레이션
- 《진짜 진심의 자원봉사》  (2010년, 미디어 포유) - 내레이션
- 《가구야 공주 이야기》 (2013년, 토호) - 스테마루(목소리) 역
- 《나츠메 우인장~이승을 잇다(극장판)》 (2018년 개봉예정 ) - 츠무라 무쿠오 역
- 《울고싶어지는 푸른하늘, (泣きたくなるような青空)》오디오 북

### 게임
- 《쿠로효 용과 같이 신장》 (2010년 9월 22일, 세가) - 우쿄 타츠야 역(목소리)

### 뮤직 비디오
- 게키린 〈Fist Story〉 (2009년)
- Every Little Thing 〈차가운 비(冷たい雨 쓰메타이 아메[*])〉 (2009년)
- 아시안 쿵푸 제네레이션 〈신세기의 러브송〉 (2009년)
  - 〈지금을 살아 〉 (2013년)
- 후지이 후미야 〈지금, 너에게 말하자(今, 君に言っておこう)〉 (2010년)

## 서적

### 사진집
- 레슬리 키 Super Stars (2006년)
- 고라 겐고 PhotoBook (2010년 6월 12일,카도카와 미디어 하우스) ISBN 978-4-04-894928-6
- 고라 겐고 바다 스즈키 신 (2011년 1월 25일, 아카아카샤) ISBN 978-4-903545-67-7

### DVD
- 《정열 대륙 × 고라 겐고》 (2011년 11월 23일, 제네온 유니버설 엔터테인먼트)

## 광고 출연(CM)
★표시는 현재 출연광고임.
- ★ 산토리 맥주 킨무기 <소레조레노 킨무기> (2011년 3월~ )
- 유니클로
  - ★ 청바지 치노 카고 (2011년 8월~ )
  - ★ 울트라 라이트 다운 (2011년 9월~ )
- ★ 후지쯔 모바일 커뮤니케이션 <ARROWS (휴대 전화)> (2011년 11월~ )
- ★ UCC 우에시마 커피 <UCC BLACK 무가당> (2014년 3월~ )
- 일본의류브랜드 GU (2015년~2016년)
- ★ 소미식품(創味食品) 광고(2016년~ 현재)
- ★ 일본 지진보험(地震保険) (2016~ 현재)

## 수상 내역
- 2010년 제20회 일본 영화 프로페셔널 대상 신인 장려상
- 2010년 제23회 이시하라 유지로 신인상
- 2012년 제26회 다카사키 영화제 최우수 남우주연상
- 2012년 제35회 일본 아카데미상 신인 배우상
- 2012년 제36회 에란도르상 신인상
- 2012년 제36회 에란도르상  TV 가이드상
- 2013년 제36회 일본 아카데미상 우수 남우조연상
- 2014년 제56회 블루리본상 남우주연상 《요노스케 이야기》
- 2014년 제23회 일본 영화 프로페셔널 대상 남우주연상 《요노스케 이야기》